# 兰州牛肉面

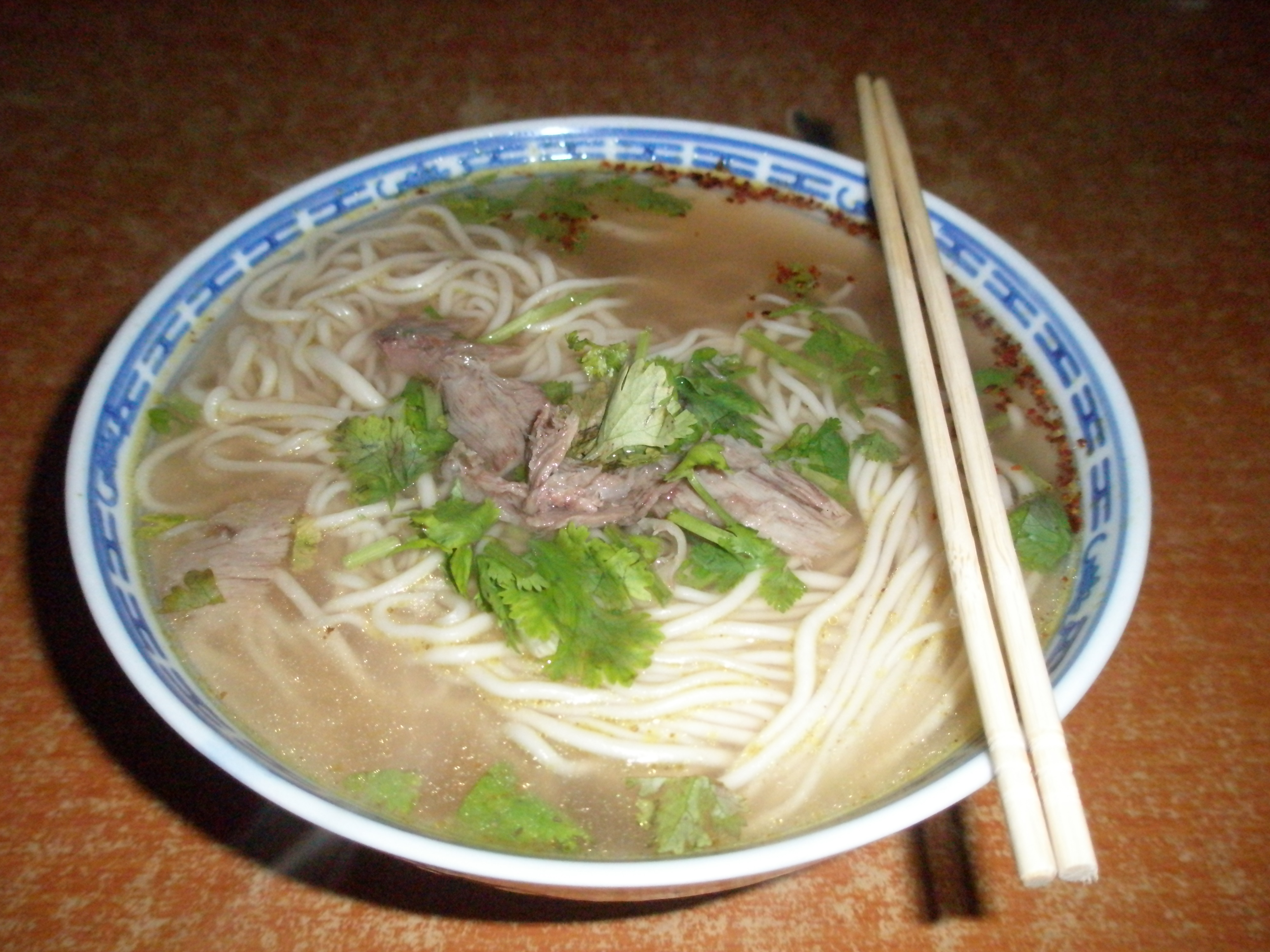
一碗不加辣子的牛肉面

一碗加辣的牛肉面

蘭州牛肉麵，是中国大陆的常见面条类主食，在甘肃兰州本地直称牛肉面、牛大。

## 歷史

兰州牛肉拉面的官方标志

最早的蘭州牛肉麵館是成立於清朝初年的“月陽樓”，當時只給上層社會人士提供服務。1915年時回族人馬保子以“一清（湯）、二白（萝卜）、三綠（香菜蒜苗）、四紅（辣子）、五黃（麵條黃亮）”統一蘭州牛肉麵的標準，並使用煮羊肝、牛肝的湯來煮麵以提升其風味。
2007年7月，蘭州市政府開始征集專門的蘭州牛肉麵標誌，方案選定后最終在2010年獲得審批。其圖案以綠色為主，同時象征著拉面的動作和牛頭。同年7月1日《兰州牛肉面商标使用管理暂行办法》實施，此後凡符合註冊商標使用條件的個人或企業都可以免費使用此標誌。
蘭州市以外地區常見的「蘭州拉麵」與蘭州牛肉麵並非同一種食物，實為借用蘭州之名宣傳的清真化青海化隆拉麵。

### 牛肉面文化
牛肉面做为兰州人生活中不可缺少的一部分，已经不能单纯的用“小吃”加以定义。对于某些人来说牛肉面是每日的必须，是一天的开始。
大部分麵馆每日6:30开门，到10:00是每天的上座高峰，一个不大的麵馆每天的接待量可能达到几百人。这一时段牛肉面馆人声鼎沸，点麵的、站座的、卖票的之间要想沟通必须大声喊叫才可以，这也构成了牛肉面馆的一大特色。传统的麵馆不设服务员，大家奔着同一个目的，交了钱直接取麵就好，顾客与店员都有着很好的配合。在牛肉面馆座位不足的情况下，食客也只有蹲在街边品味拉面，这也是兰州旧时的一大景观。从1990年代初期开始新式的牛肉面连锁店对使以上缺点得到改进。但整个牛肉面馆的快食的特性依然保留。
在兰州市区，大部分牛肉面馆在一天的下午14:00左右就会打烊，近年来一直持续到晚餐时间营业的牛肉面馆逐渐增多，但主要集中于漢族开的面馆，由回民开的清真面馆仍然以下午打烊为主。

### 牛肉面的发展

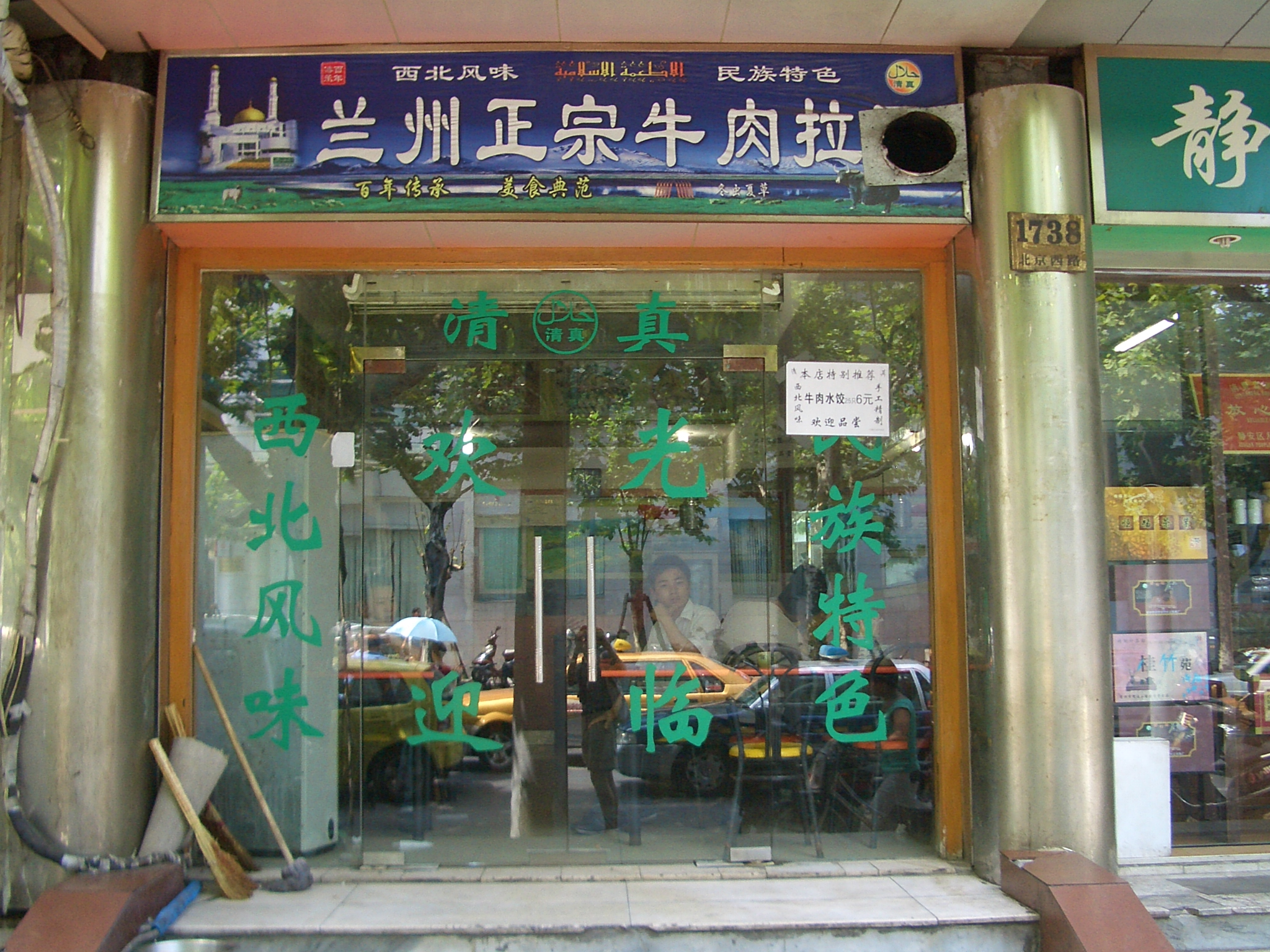
一家清真兰州牛肉面館。这类带有“清真”和“兰州拉面”字样的拉面馆通常不是兰州人所开，而是青海人所开。

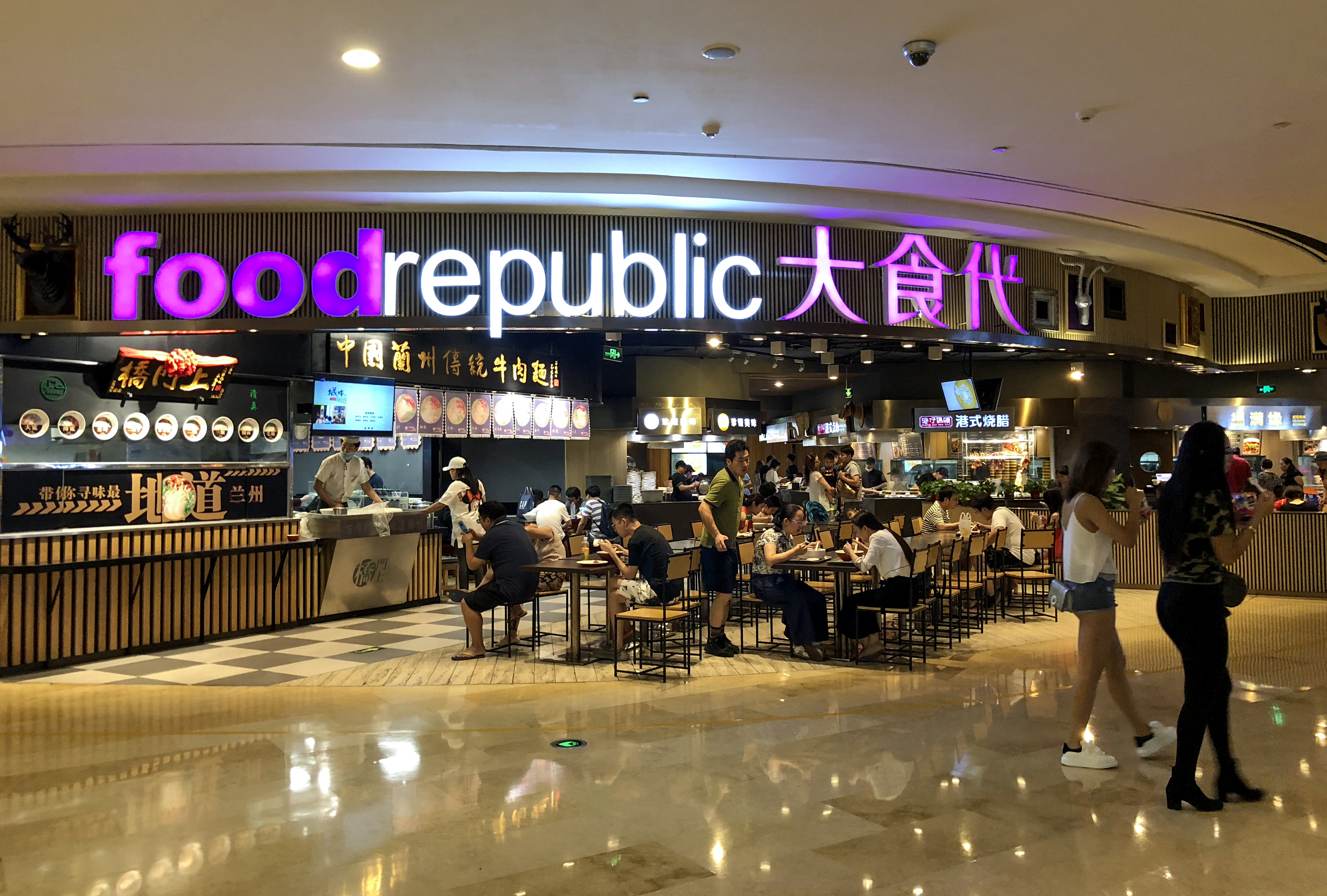
北京颐堤港商场大食代内的兰州牛肉面。

自牛肉面发明以来，一直作为平民食品存在，其价格非常便宜，目前在兰州这样的中型城市，其价格一直保持在8元人民币左右。在兰州的历史上牛肉面馆的足迹可以说是随处可见，九十年代初随着连锁店的建立。牛肉面开始大规模向外扩张，到目前牛肉面馆遍布全中国乃至世界各地的华人社会。
但目前中国各地的兰州拉面馆很少有兰州人开办的，多为青海的循化与化隆两县的回民开办，口味和兰州牛肉面的差别主要体现在牛肉的肉料选择、肉汤的用料和制作方法上，在中国南方很多省份都添加青椒等蔬菜以适合当地口味，而对于麵的火候掌握各地也不同。
上海本地的牛肉拉麵大多為非蘭州人開設。1990年代，有部分河南襄城县人在上海开设的拉面店亦取名“兰州拉面”，后逐渐改良形成河南拉面。2019年7月，上海花桥餐饮管理有限公司注册成立，马记永品牌蘭州牛肉麵开始运营。2020年，上海陈香贵餐饮管理有限公司和上海张啦啦餐饮管理有限公司开张。

## 作法
由厨师手工现场将面团拉抻制成麵条後下锅煮熟，出锅后加入牛肉老汤，撒上小块牛肉、辣椒油、香菜、蒜苗而完成一碗蘭州牛肉麵。从顾客点麵开始到麵条制作完成的过程只要大约两分钟的时间，所以牛肉面在兰州做为快食早餐或午餐非常受欢迎。

### 老汤
牛肉面汤是用老汤加水烹煮牛肉、羊肝，再加入传统佐料，熬製而成。完成后的牛肉面汤必须清澈见底，而有牛肉的鲜味。肉汤锅中水少了添水，肉少了添肉，所以俗称“千年牛肉汤”。

### 麵条
用蓬灰麵、过滤水和製而成，蓬灰麵中含有大量的碱，从而增强麵的筋度。拉製牛肉面的手法非常独特，与中国其它地方的面条有很大不同，由于生麵具有很强的韧性，起先的一大块麵坯必须由年轻力壮的小伙子来完成。麵坯和好后，均匀的分成若干个小面团。当有客人叫麵时，才可以开始整个牛肉面的制作过程。
麵的拉製方法大体上是把面团先压成带状（宽麵）或搓成长条（细麵），再由中间对折拉扯几次，放入大煮麵锅中。

### 蓬灰
牛肉面在和麵时使用的“灰”，实际上是纯碱，是用戈壁滩所产的蓬草烧制出来的碱性物质，俗称蓬灰。作为一种抻麵剂加进麵裡（当地称“使灰”），能使面筋韧有劲，且有一种特殊的香味。
蓬灰的主要成分是碳酸钾，在这里用它代替碳酸钠。起使面粉增加韧劲和柔软抻开的功能。目前，市面上已很少有牛肉面馆使用蓬灰和麵，多半用的是市售的成品拉面剂代替。但据说由于拉面剂和蓬灰在麵味上存在少许差距，便有人打出纯天然的噱头“蓬灰牛肉面”，以其绿色和环保作为其面馆的推销招牌，但众说纷纭，但孰是孰非，至今仍无结论。
蓬灰是造拉面中常用的一种添加剂，在2008年中国奶制品污染事件之后，民众对食品安全意識提高，因而開始懷疑蓬灰對人體是否有害。最終根據官方聲稱“蓬灰水及散装蓬灰作为食品添加剂是安全的”。蓬灰中是否含有鉛及砷等物質与拉面及蓬灰传统工艺无关，工艺中并无混入鉛及砷的必然程序，实际上仅取决于蓬草产地的环境状况。
目前中國市面上使用的拉麵添加劑蓬灰，一般有兩種，一種是野生植物蓬蓬草燒製成，另一種是工業合成量產，稱作速溶蓬灰，主要成分除蓬灰外，還含有微量鉛和砷。台湾林口長庚醫院臨床毒物科主任林杰樑對《蘋果日報》表示，微量碳酸鉀對人體不致造成傷害，但若攝取過多，恐阻礙骨骼對鈣質吸收。至於南京電視台揭發的駭人現象，可能是溶液濃度過高導致。

### 形状

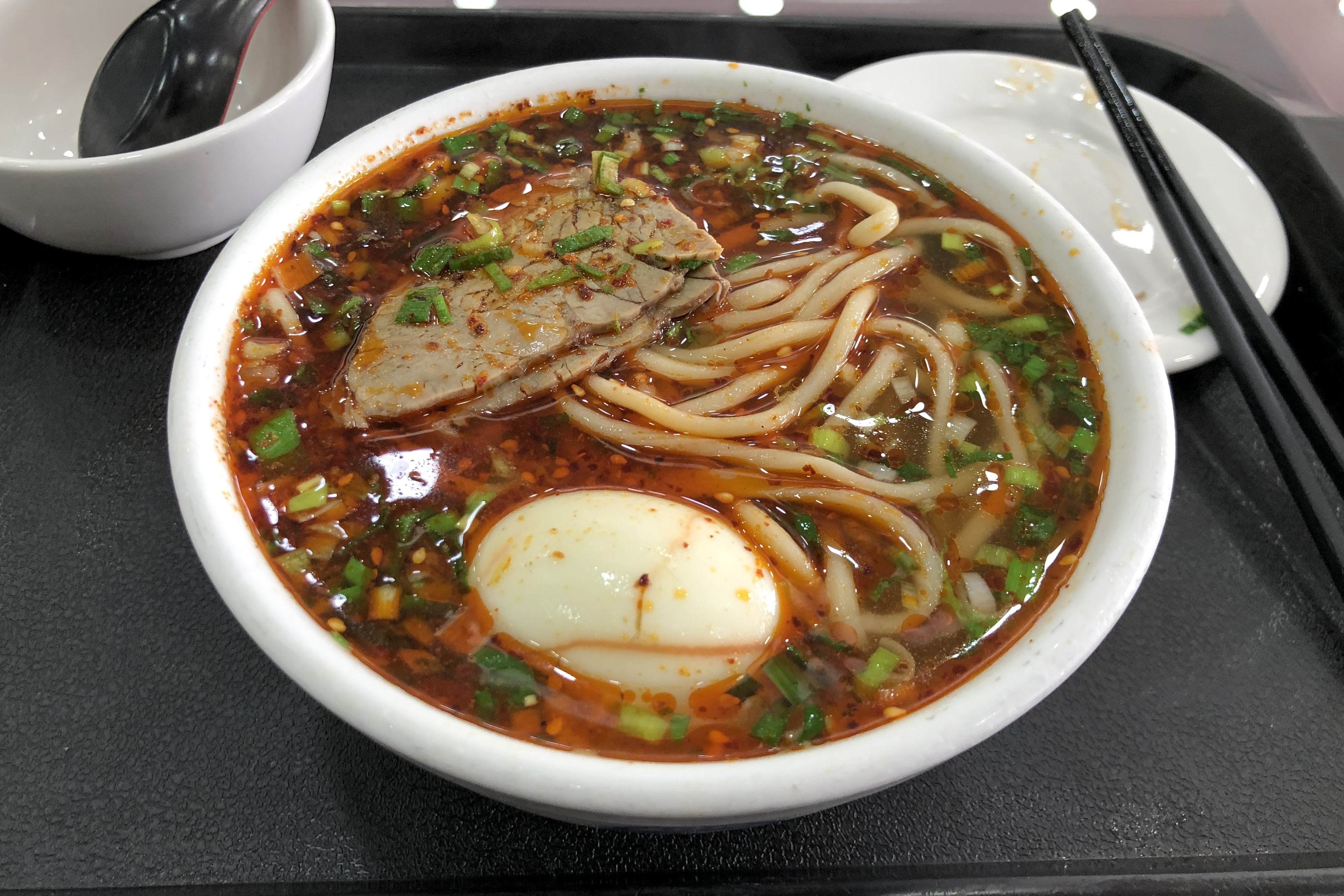
直径较粗的“二柱子”麵型

牛肉面的面条可以分为多种不同形状，拉面师会根据顾客的不同需求制作。按面条形状分，可将牛肉面分为圆形、扁形、棱形三大类。
圆形麵，指面条的横截面呈圆形。圆形麵按照由细到粗，可分为“毛细”、“细面（一细, 本地人常称‘细的’）”、“三细”、“二细”、“粗（二柱子）”5种，其中“毛细”直径约0.5－1mm，“二柱子”直径约5－7mm（注意“三细”位于“一细”和“二细”之间，而非比“二细”更粗）。
扁形麵，指面条的横截面呈扁平状。扁形麵按照由窄到宽，可分为“韭叶”、“薄宽”、“宽”、“大宽”和“皮带宽”等几种，其中“韭叶”宽约5mm（意为与韭菜叶一样宽），“皮带宽”宽约30－40mm（意为和皮带一样宽）。
棱形麵，指面条的横截面呈三角形、四边形等独特形状。常见的棱形麵有“荞麦棱子（三棱子）”、“四棱子”等。
另有比较独特的空心麵，也可归为圆形麵的类型。
以上各类面条，最受欢迎的当属“细”、“二细”、“三细”、“韭叶”等形状。过于细的麵，容易在汤裡吸水泡软，过于粗或过于宽的麵则不易煮熟，或煮熟後较硬。棱形麵及空心麵则因对拉面师的技术要求较高，普及程度不高。

## 特色
- 好的牛肉面讲究一清、二白、三红、四绿、五黄，即汤清、萝卜片白、辣椒油红、香菜和蒜苗绿，以及面条黄亮。辣椒油是将辣椒面和芝麻混合浇上热油得来的，特别讲究不能把汤染红。
- 还可以佐以卤製或酱製的牛腱子肉、各类凉拌小菜食用。

## 事件

### 兰州麵限价事件
2007年上半年，由于成本的上涨，兰州有些地区的大碗牛肉面价格，从原来的每碗2.5元上涨到3元。2007年6月26日，兰州市人民政府相关部门出台文件，把该市的牛肉面馆（店）划分为特级、一级、二级、普通级四个级别，规定普通级牛肉面馆大碗牛肉拉面不得超过2.5元，小碗与大碗的差价为每碗0.2元，并限制每个级别的最高售价。兰州市人民政府称兰州牛肉面的价格是兰州的民生价格，必须加以限制。